# Sandial
Sandial es una localidad del municipio de Nacajuca ubicado en la subregión centro del estado mexicano de Tabasco.

## Geografía
La localidad de Sandial se sitúa en las coordenadas geográficas 18°10′03″N 92°54′17″O / 18.167500, -92.904722, a una elevación de 1 metro sobre el nivel del mar.

## Demografía
Según el Conteo de Población y Vivienda 2020, efectuado por el Instituto Nacional de Estadística y Geografía, la localidad de Sandial tiene 2,637 habitantes, de los cuales 1,312 son del sexo masculino y 1,325 del sexo femenino. Su tasa de fecundidad es de 2.41 hijos por mujer y tiene 685 viviendas particulares habitadas.
| Gráfica de evolución demográfica de Sandial entre 1960 y 2020 |
|                                                               |
| INEGI.                                                        |